# Ken MacKenzie
Kenneth Norman MacKenzie född i mars 1964, är en kanadensiskfödd affärsman. 
MacKenzie är ordförande för det multinationella gruvföretaget BHP och har varit det sedan september 2017.[källa behövs] Han har tidigare varit VD för Amcor. MacKenzie avlade en kandidatexamen från McGill University i Kanada. MacKenzie arbetade för Amcor i 23 år och var VD från juli 2005 till april 2015.[källa behövs]